# Jacob Ben Machir ibn Tibbon
Jacob Ben Machir ibn Tibbon (*1236, ¿Marsella?-1306, Montpellier) fue más conocido también por su nombre latino Profatius Judeus (Prophatius Judaeus), tío de Samuel ibn Tibbon, fue un auténtico sabio conocedor de todas las ciencias de su época, fue médico ("físico") y era muy afamado por su gran capacidad de traducción en tres idiomas: árabe, hebreo y latín. Es conocido en gnomónica sobre todo por ser el primer diseñador del cuadrante solar denominado quadrans vetus o quadrans judaicus (otros nombres son: rova Yisrael o quadrans Israel). 
Fue traductor de muchos tratados de geometría, entre ellos los libros de los Elementos de Euclides, elaboró también tablas astronómicas y numerosos estudios de medicina.

## Obra

### Traducciones
Jacob fue conocido como traductor de una serie de trabajos filosóficos y científicos traducidos del árabe al hebreo. Sus traducciones son:
1. Elementos de Euclides
2. El tratado de Kosta ben Luka sobre la esfera armilar
3. "Sefer ha-Mattanot"
4. Un tratado de Autolycus sobre el movimiento de las esferas
5. Tres tratados de la esfera (Astronomía) de Menelas de Alejandría;
6. "Ma'amar bi-Tekunah," o "Sefer 'al Tekunah"
7. Un tratado sobre el astrolabio
8. Un compendio sobre el "almagesto" de Ptolomeo
9. "Iggeret ha-Ma'aseh be-Lua ha-Nira Sofiah"
10. Prefacio a la obra de Abraham bar Diyya's
11. Un extracto del "Almagest" sobre el arco del círculo;
12. Un tratado de Averroes denominado compendium Organon